# Giải bóng đá hạng ba quốc gia Cộng hòa Síp 1996–97
Giải bóng đá hạng ba quốc gia Cộng hòa Síp 1996–97 là mùa giải thứ 26 của giải bóng đá hạng ba Cộng hòa Síp. Rotsidis Mammari giành danh hiệu đầu tiên.

## Thể thức thi đấu
Có 14 đội bóng tham gia Giải bóng đá hạng ba quốc gia Cộng hòa Síp 1996–97. Tất cả các đội thi đấu với nhau hai lần, một ở sân nhà và một ở sân khách. Đội bóng nhiều điểm nhất vào cuối mùa giải sẽ là đội vô địch. Ba đội đầu bảng sẽ lên chơi ở Giải bóng đá hạng nhì quốc gia Cộng hòa Síp 1997–98 và ba đội cuối bảng xuống chơi tại Giải bóng đá hạng tư quốc gia Cộng hòa Síp 1997–98.

### Hệ thống điểm
Các đội bóng nhận được 3 điểm cho một trận thắng, 1 điểm cho một trận hòa và 0 điểm cho một trận thua.

## Thay đổi so với mùa giải trước
Các đội bóng thăng hạng Giải bóng đá hạng nhì quốc gia Cộng hòa Síp 1996–97
- Ermis Aradippou
- Achyronas Liopetriou
- AEK Kakopetrias

Các đội bóng xuống hạng từ Giải bóng đá hạng nhì quốc gia Cộng hòa Síp 1995–96
- Ethnikos Latsion FC
- Othellos Athienou
- Ayia Napa

Các đội bóng thăng hạng từ Giải bóng đá hạng tư quốc gia Cộng hòa Síp 1995–96
- Iraklis Gerolakkou
- ASIL Lysi
- Kinyras Empas

Các đội bóng xuống hạng Giải bóng đá hạng tư quốc gia Cộng hòa Síp 1996–97
- Digenis Oroklinis
- Digenis Akritas Ipsona
- Fotiakos Frenarou

## Bảng xếp hạng
| Vị thứ | Đội bóng                | St. | T. | H. | B. | BT. | BB. | HS. | Đ  | Ghi chú                                                                 |
| ------ | ----------------------- | --- | -- | -- | -- | --- | --- | --- | -- | ----------------------------------------------------------------------- |
| 1      | Rotsidis Mammari        | 26  | 18 | 5  | 3  | 54  | 24  | 30  | 59 | Vô địch-Thăng hạng Giải bóng đá hạng nhì quốc gia Cộng hòa Síp 1997–98. |
| 2      | Iraklis Gerolakkou      | 26  | 15 | 4  | 7  | 45  | 28  | 17  | 49 | Thăng hạng Giải bóng đá hạng nhì quốc gia Cộng hòa Síp 1997–98.         |
| 3      | ASIL Lysi               | 26  | 13 | 8  | 5  | 33  | 18  | 15  | 47 | Thăng hạng Giải bóng đá hạng nhì quốc gia Cộng hòa Síp 1997–98.         |
| 4      | Ayia Napa               | 26  | 14 | 4  | 8  | 47  | 32  | 15  | 46 |                                                                         |
| 5      | Kinyras Empas           | 26  | 11 | 10 | 5  | 29  | 17  | 12  | 43 |                                                                         |
| 6      | Othellos Athienou       | 26  | 12 | 3  | 11 | 41  | 35  | 6   | 39 |                                                                         |
| 7      | Anagennisi Germasogeias | 26  | 10 | 6  | 10 | 39  | 32  | 7   | 36 |                                                                         |
| 8      | THOI Lakatamia          | 26  | 10 | 5  | 11 | 31  | 31  | 0   | 35 |                                                                         |
| 9      | Elia Lythrodonta        | 26  | 9  | 8  | 9  | 31  | 34  | -3  | 35 |                                                                         |
| 10     | Ethnikos Latsion FC     | 26  | 9  | 7  | 10 | 37  | 38  | -1  | 34 |                                                                         |
| 11     | APEP Pelendriou         | 26  | 9  | 7  | 10 | 28  | 30  | -2  | 34 |                                                                         |
| 12     | Orfeas Nicosia          | 26  | 8  | 5  | 13 | 32  | 56  | -24 | 29 | Xuống hạng Giải bóng đá hạng tư quốc gia Cộng hòa Síp 1997–98.          |
| 13     | AEK Katholiki           | 26  | 6  | 4  | 16 | 35  | 55  | -20 | 22 | Xuống hạng Giải bóng đá hạng tư quốc gia Cộng hòa Síp 1997–98.          |
| 14     | Tsaggaris Peledriou1    | 26  | 0  | 0  | 26 | 0   | 52  | -52 | 0  | Xuống hạng Giải bóng đá hạng tư quốc gia Cộng hòa Síp 1997–98.          |

Hệ thống điểm: Thắng=3 điểm, Hòa=1 điểm, Thua=0 điểm
Luật xếp hạng: 1) Điểm, 2) Hiệu số, 3) Bàn thắng

1Tsaggaris Peledriou bỏ giải trước khi mùa giải bắt đầu;tất cả các trận đấu đều được tính 2-0 cho các đối thủ.

## Kết quả
| ↓Home / Away→ | AEK | APP | ASL | ANG | ANP | THL | ELL | ETL | IRK | KIN | ORF | OTL | RTS | TSG |
| ------------- | --- | --- | --- | --- | --- | --- | --- | --- | --- | --- | --- | --- | --- | --- |
| AEK           |     | 0-0 | 0-0 | 0-2 | 3-4 | 1-4 | 1-2 | 2-3 | 1-2 | 1-2 | 1-2 | 4-0 | 4-3 | 2-0 |
| APEP          | 2-0 |     | 2-2 | 1-0 | 3-0 | 1-0 | 1-0 | 1-2 | 1-0 | 0-0 | 3-0 | 4-4 | 0-0 | 2-0 |
| ASIL          | 2-1 | 1-0 |     | 2-0 | 1-1 | 0-0 | 2-2 | 0-0 | 3-0 | 1-0 | 4-2 | 2-1 | 1-0 | 2-0 |
| Anagennisi    | 2-2 | 2-2 | 1-2 |     | 2-0 | 3-1 | 1-1 | 6-2 | 2-0 | 0-0 | 1-0 | 2-3 | 0-1 | 2-0 |
| Ayia Napa     | 1-0 | 2-0 | 0-3 | 2-1 |     | 4-0 | 1-0 | 1-1 | 2-2 | 2-1 | 3-0 | 2-1 | 1-2 | 2-0 |
| THOI          | 4-0 | 1-0 | 3-2 | 2-3 | 1-1 |     | 2-1 | 1-0 | 0-3 | 1-1 | 3-0 | 0-1 | 0-2 | 2-0 |
| Elia          | 2-3 | 4-2 | 1-0 | 0-0 | 1-0 | 1-0 |     | 2-2 | 0-1 | 0-0 | 2-2 | 1-0 | 0-0 | 2-0 |
| Ethnikos      | 1-0 | 3-0 | 0-1 | 2-3 | 3-1 | 1-1 | 1-2 |     | 0-1 | 0-3 | 3-4 | 2-2 | 2-2 | 2-0 |
| Iraklis       | 3-1 | 2-0 | 0-0 | 2-1 | 4-1 | 2-1 | 5-2 | 1-0 |     | 1-1 | 7-0 | 1-3 | 1-2 | 2-0 |
| Kinyras       | 3-0 | 0-0 | 0-0 | 1-0 | 2-1 | 0-1 | 2-1 | 0-0 | 0-0 |     | 1-0 | 3-2 | 0-0 | 2-0 |
| Orfeas        | 2-2 | 2-1 | 2-0 | 2-1 | 1-8 | 1-1 | 1-1 | 1-2 | 0-1 | 1-3 |     | 1-0 | 1-1 | 2-0 |
| Othellos      | 1-2 | 3-0 | 1-0 | 0-0 | 0-2 | 1-0 | 5-0 | 0-2 | 3-0 | 3-2 | 2-1 |     | 1-3 | 2-0 |
| Rotsidis      | 8-2 | 2-0 | 1-0 | 4-2 | 0-3 | 2-0 | 2-1 | 3-1 | 4-2 | 2-0 | 5-2 | 1-0 |     | 2-0 |
| Tsaggaris     | 0-2 | 0-2 | 0-2 | 0-2 | 0-2 | 0-2 | 0-2 | 0-2 | 0-2 | 0-2 | 0-2 | 0-2 | 0-2 |     |